# Gustave-Auguste Ferrié
Gustave-Auguste Ferrié (* 19. November 1868 in Saint-Michel-de-Maurienne, Savoie; † 16. Februar 1932 in Paris) war ein französischer Elektrotechniker und General.

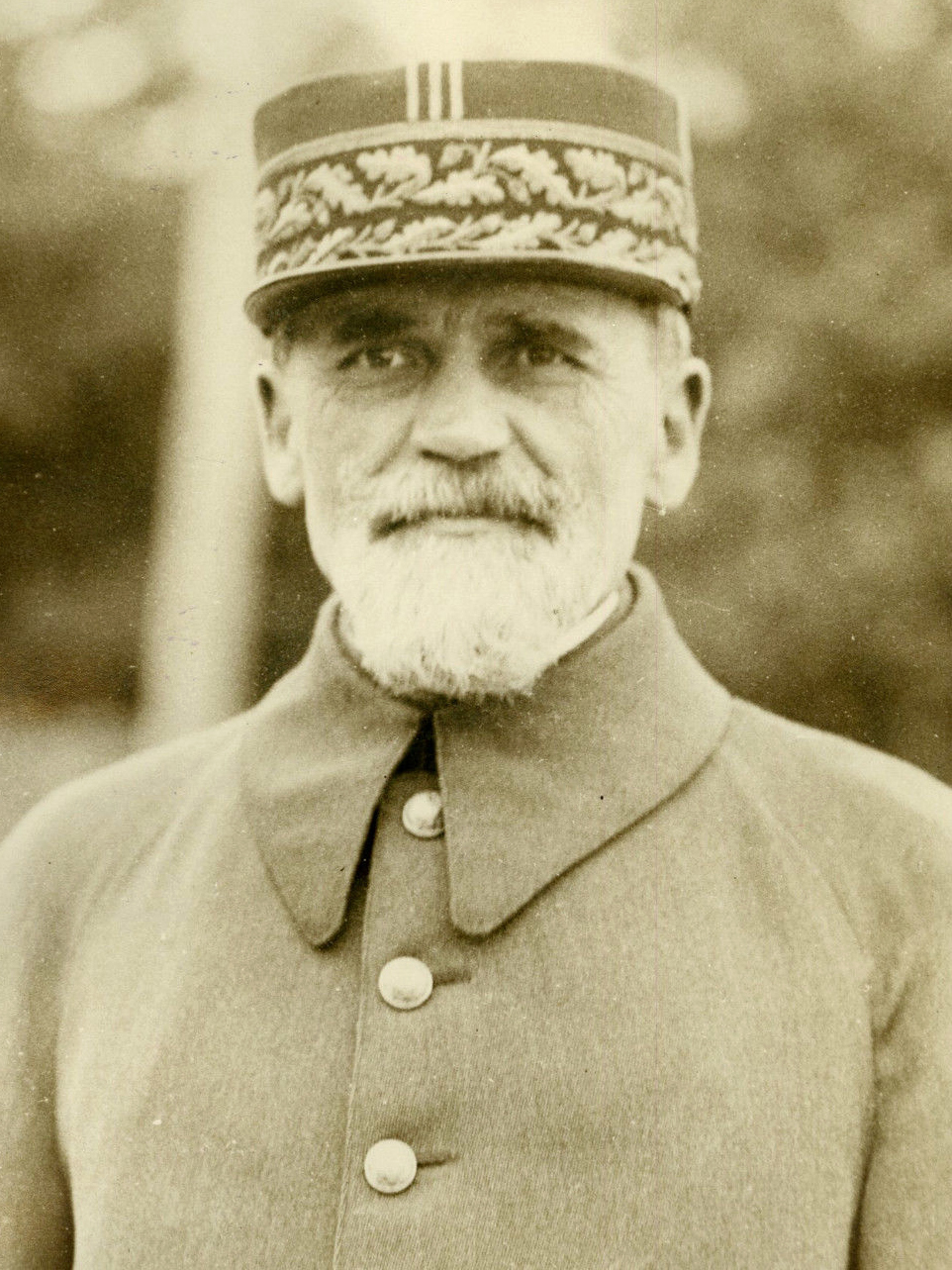
Gustave Ferrié (1932)

## Leben
Nachdem er 1891 an der École polytechnique einen Abschluss erworben hatte, ging er zur Armee und wurde Offizier. 1899 richtete er mit Guglielmo Marconi eine drahtlose Telegraphieverbindung zwischen England und Frankreich ein.
1903 erfand er (neben anderen) einen elektrolytischen Detektor. Seine Sendestation auf dem Eiffelturm konnte die Reichweite von 400 km bis 1908 auf 6000 km ausdehnen. Er entwickelte mobile Sender für das Militär. Während des Ersten Weltkriegs produzierte Frankreich 10.000 Sende- und Empfangseinheiten.
1919 wurde er zum General befördert. 1922 wurde er „inspecteur général de la télégraphie militaire“ (Generalinspekteur der Militärtelegraphie).
Von 1925 bis 1927 war er Präsident der Société astronomique de France (SAF) sowie einer Mitbegründer des Comité d’Astronautique der SAF, die im Dezember 1927 in einer Diskussionsrunde den Begriff der Astronautik prägten.
Er starb 1932 im Militärhospital von Val-de-Grâce im Alter von 64 Jahren an einer Blinddarmentzündung. Von seiner Arbeit gefesselt war er zu spät ins Krankenhaus gegangen.

## Ehrungen
Ferrié wurde mit Ehrungen überhäuft, so erhielt er noch zu Lebzeiten:
- Schweden: Schwertorden
- Italien: Ritterorden der hl. Mauritius und Lazarus, Orden der Krone von Italien
- Frankreich: Großkreuz der Ehrenlegion, Officier d’Académie, Kolonialmedaille « Casablanca »
- Norwegen: Sankt-Olav-Orden
- Belgien: Kronenorden (Belgien), Leopoldsorden (Belgien)
- Serbien: St.-Sava-Orden, Orden des Weißen Adlers
- Rumänien: Orden der Krone von Rumänien, Stern von Rumänien
- Marokko: Ouissam Alaouite
- Dänemark: Dannebrog-Orden
- China: Orden vom Doppelten Drachen
- Japan: Großkreuz vom Orden der Aufgehenden Sonne
- Bénin: Orden vom Schwarzen Stern
- Großbritannien: Orden vom Heiligen Michael und Heiligen Georg
- Russland: Sankt-Stanislaus-Orden, St.-Annen-Orden
- Vereinigte Staaten: Navy Distinguished Service Medal, Distinguished Service Medal
- Jugoslawien: Orden der Krone von Jugoslawien
- Polen: Orden Polonia Restituta
- Tschechoslowakei: Orden des Weißen Löwen
- Tunesien: Grand Officier de l’Ordre du Nicham Zftikar
- Annam: Grand Croix du Dragon d’Annam

1922 wurde er Mitglied der Académie des sciences.

## Ehrungen posthum
Nach Ferrié benannt wurden:
- eine Schule in der Stadt Draguignan
- eine Berufsschule im 10. Arrondissement von Paris
- der „Raum Ferrié“ auf dem Eiffelturm
- der Abschlusslehrgang 2011 der Militärschüler der „École nationale supérieure de techniques avancées de Bretagne“ (Höhere Nationale Schule für fortgeschrittene Technik in der Bretagne)
- das „Musée Ferrié“, ein Militärmuseum in Cesson-Sévigné (bei Rennes), in dem die Entwicklung der Telekommunikationstechnik ausgestellt wird.[4]
- der Preis „Général Ferrié“. Er wird für Forschung auf dem Gebiet der Telekommunikation vergeben.
- auf dem Eiffelturm befindet sich ein Denkmal, vor dem Angehörige der Armee jedes Jahr im November eine Gedenkfeier abhalten.